# Acer cissifolium
El arce de hoja de parra (Acer cissifolium) es un arce nativo de Japón, desde el sur de Hokkaido al sur de Honshu y Shikoku a través de Kyushu.

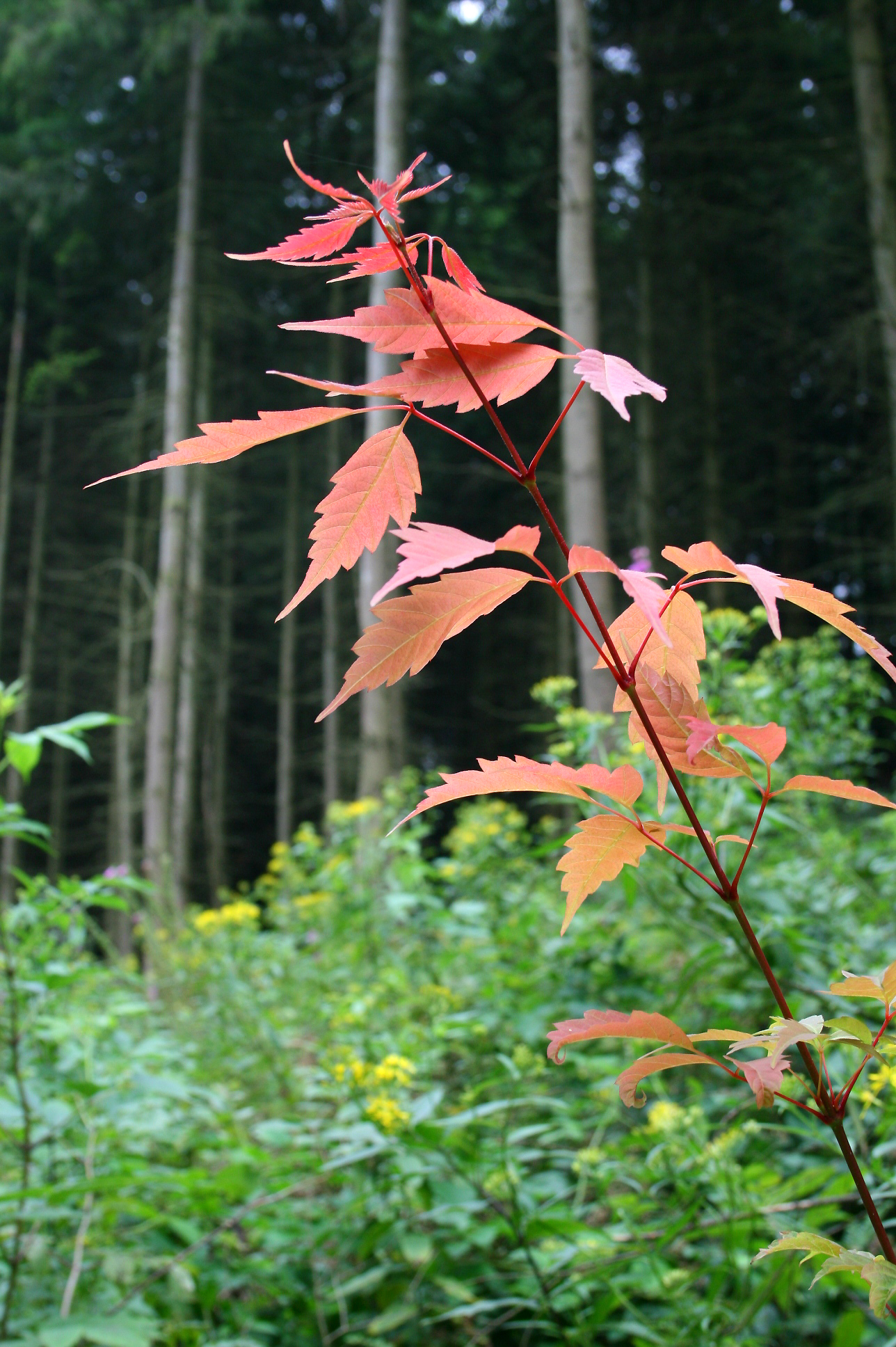
Jóvenes hojas de arce

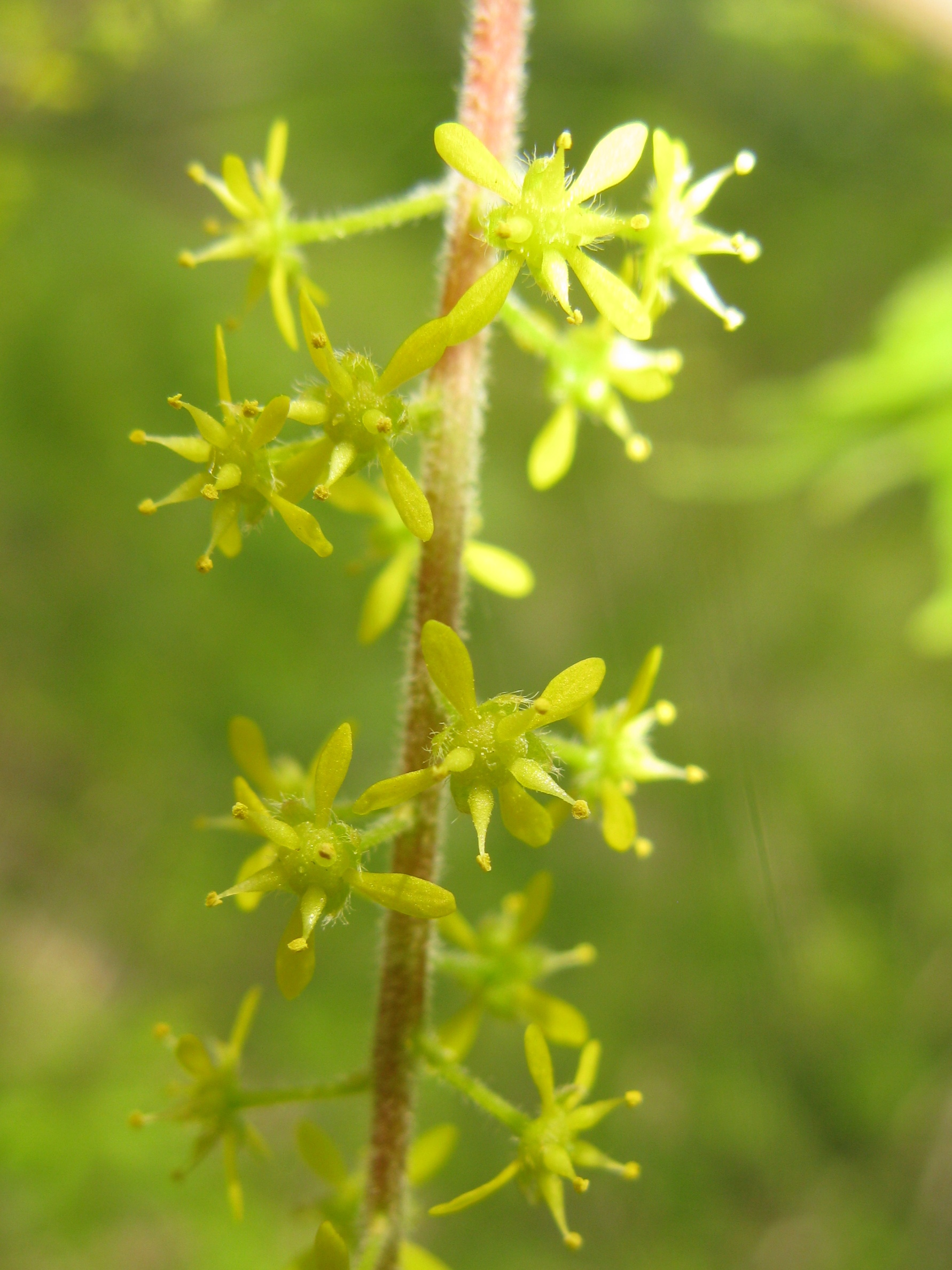
Inflorescencia

## Descripción
Es un árbol caducifolio pequeño o arbusto grande con un crecimiento de 5 a 10 m (raramente 15 m) de altura, con corteza lisa de color gris. Los brotes jóvenes son de color verde, a menudo teñidos de color rosa, peludos, al principio con pelos blanquecinos, convirtiéndose en grises en el segundo año. Las hojas son trifoliadas, con un pecíolo de color rojo muy delgados de hasta 10 cm de largo, los tres pétalos son de 4 a 10 cm de largo y 2 a 4 cm de ancho, con peciólulos de 1 a 2 cm, y gruesos márgenes aserrados. Son verde mate por encima, más pálido y ligeramente brillante por debajo, y se pone amarillo pálido a rosa en el otoño. Las flores se producen en racimos colgantes de 10 a 16 cm de largo, cada flor con cuatro pétalos y sépalos, es dioica con flores masculinas y femeninas en árboles separados. El fruto es una par de sámaras, las núculas son de 7 mm de largo, las alas de 15 a 25 mm de largo, extendiéndose en un ángulo agudo.

## Taxonomía
Acer cissifolium fue descrita por Philipp Franz von Siebold and Joseph Gerhard Zuccarini y publicado en Annales Musei Botanici Lugduno-Batavi. Amsterdam 1 - 252, en el año 1864.
Etimología
Acer: nombre genérico que procede del latín ǎcěr, -ĕris = (afilado), referido a las puntas características de las hojas o a la dureza de la madera que, supuestamente, se utilizaría para fabricar lanzas. Ya citado en, entre otros, Plinio el Viejo, 16, XXVI/XXVII, refiriéndose a unas cuantas especies de Arce.
cissifolium: epíteto latíno que se refiere a la semejanza de sus hojas con las del Cissus, un género en la familia vitaceae.
Sinonimia
- Crula cissifolia Nieuwl.
- Negundo cissifolium Siebold & Zucc.[7]